# Aurora. Reflexiones sobre los prejuicios morales
Aurora. Reflexiones sobre los prejuicios morales (título original en alemán: Morgenröthe. Gedanken über die moralischen Vorurtheile) es un libro escrito entre 1879 y 1881 por el filósofo alemán Friedrich Nietzsche.

## Contenido de la obra
Está compuesta por cinco libros, escritos en su gran mayoría en forma de aforismos cortos. Nietzsche plantea sus pensamientos sobre temas como: moral, cristianismo, filosofía, arte y vida.

### Libro I (meditaciones sobre juicios morales)
En este libro Nietzsche expone su pensamiento sobre moral. Sobre este tema dice entre otras cosas, que no es una moral total, que ha sido creada y que como tal ha sido impuesta por medios tales como la educación. Sin embargo al haberse hecho creer que esta tiene un carácter sacro, se ha hecho impensable criticarla o revertir algunos cambios que se han generado al ser impuesta. Los trastornos morales entonces se llevan a la práctica cuando los sentimientos y el actuar del ser humano en general se ven afectados por las consecuencias de este actuar bajo la moral. Se puede ver entonces tanto el miedo al castigo por la inmoralidad, como la satisfacción y el sentimiento de comodidad cuando se hace «una buena obra».

### Libro II
La sumisión a las leyes morales (dice el libro II) hace que la moral, siendo funcional cien por ciento en la cabeza de los hombres, sea tomada como algo que está generalmente por encima de nosotros. Pero tras la apariencia está el egoísmo de los hombres, que unido a sus ganas de ayudar al prójimo, realicen sus obras pensando en el más allá.
La persecución de un fin resulta un absurdo para Nietzsche, ya que considera que los grandes problemas «andan tirados por la calle»

### Libro III
En este libro ya da un giro en torno a sus temas abordados anteriormente. Un ejemplo de ello son los aforismos referentes a la música y al arte frente al pueblo alemán. Tras la música y la fuerza que inspira, y a la devoción a sí mismo que tiene el pueblo alemán frente a figuras como Lutero, hace que sea el mismo pueblo culpable de grandes atrocidades «inmorales» o de sistemáticos embrutecimientos con el alcohol.
El deseo alemán, según Nietzsche, es uno de los más vanidosos y toscos de Europa; por lo tanto, sus categorías y pensadores pueden ser adulados como Kant u odiados como Schopenhauer, pero con poco rigor. En eso su devoción falta totalmente a su calidad.

### Libro IV
En este capítulo Nietzsche aborda algunas «verdades filosóficas» que intentará aclarar. Por un lado está la llamada «cosa en sí» sistemáticamente como preocupación de los filósofos, haciendo uso de su famoso ejemplo del espejo. «Por un lado piensas que el espejo lo refleja todo y lo buscas incansablemente, pero cuando llegas al espejo no ves más que el reflejo de las cosas». Es este desprecio, en el capítulo IV, con el que Nietzsche con más fuerza ataca a Kant y su imperativo categórico, ahora con la finalidad del egoísmo de los mismos que según él, adulan el altruismo. La crítica a los demás, y la insatisfacción por la soledad están presentes en las gentes actuales (dice Nietzsche), alejados estos por el placer no de deleitarse a sí mismos, sino a los demás.

### Libro V
En este capítulo aborda el comportamiento y las opiniones que según él lo han inspirado. Tanto las investigaciones que decidió abandonar por considerarlas vanas, como el inconveniente de la belleza y de ver a su vez todo bello como lo hace el artista.
En este capítulo usa diálogos entre A y B, que no resultan más que el intelectual moderno (A) y su propio pensamiento (B).